# سيمون برادستريت
كان سيمون برادستريت قاضيًا استعماريًا ودبلوماسيًا ورجل أعمال وآخر حكام مُستعمرة خليج ماساتشوستس من 1679 إلى 1686. وُلد في لنكولنشاير في شرق إنجلترا في 18 مارس عام 1603 أو 1604. وصل برادستريت إلى ماساتشوستس على متن أسطول وينثروب عام 1630، وشارك بشكل دائم تقريبًا في سياسات المُستعمرة، إلا أنه أصبح حاكمًا عليها فقط عام 1679. خدم في البعثات الدبلوماسية يصفته وكيلًا للتاج الملكي في لندن، وعمل أيضًا مُفوضًا لاتحاد نيو إنجلاند. كان معتدلًا نسبيًا على الصعيد السياسي، ووافق مواقف الأقلية فيما يخص حرية التعبير ولتحقيق مطالب تشارلز الثاني بعد استرداده العرش. وتُوفي في مدينة سالم بماساتشوستس في 27 مارس عام 1697.
تزوج برادستريت آن برادستريت، ابنة المُؤسس المُشارك لماساتشوستس توماس دادلي وأول شاعرة نُشر لها في نيو إنجلاند. كان رجل أعمال حيث استثمرأمواله في الأراضي والشحن. وبسبب عمره المتقدم، حيث تُوفي عن عمر ناهز 93، أشار إليه كوتن ميذر بأنه نسطور نيو إنجلاند. وينحدر من نسله بعض الفقهاء المشهورين أمثال ديفيد سوتر وأوليفر وندل هولمز، الابن.